# Amerikana
Pour plus de détails, voir Fiche technique et Distribution.
Amerikana est un film dramatique américain écrit et réalisé par James Merendino et sorti en 2001. 

## Fiche technique
- Titre original : Amerikana
- Titre français : Amerikana
- Réalisation : James Merendino
- Scénario : Drew Hammond, James Merendino
- Photographie : Isabell Spengler (non confirmé)
- Montage :
- Musique : Robyn Hitchcock, Elmo Weber
- Pays d'origine : États-Unis
- Langue originale : anglais
- Format : couleur
- Genre : dramatique
- Durée : 95 minutes
- Dates de sortie :
  - États-Unis : 15 mai 2007

## Distribution
- Michael A. Goorjian : Peter
- James Duval : Chris
- Tara Agace : Mary
- James Merendino
- Morgan Walsh : Sisse (comme Morgan Vukovic)